# Arlette Marchal
Arlette Marchal (Lucienne Marie Marchal), née le 29 janvier 1902 dans le 6e arrondissement de Paris et morte le 11 février 1984 dans le 16e arrondissement de Paris, est une actrice française.

## Filmographie
- 1922 : Mon p'tit de René Plaissetty
- 1922 : Sarati le terrible de René Hervil et Louis Mercanton
- 1923 : Aux jardins de Murcie de René Hervil et Louis Mercanton : Maria del Carmen
- 1923 : Un coquin de Joseph Guarino
- 1923 : L'Image (Das Bildnis) de Jacques Feyder
- 1923 : La Dame au ruban de velours de Joseph Guarino
- 1923 : La Cabane d'amour de Jeanne Bruno-Ruby
- 1923 : La Rose blanche (Venetian lovers) de Walter Niebuhr et Frank A. Tilley
- 1924 : Un drame au Carlton Club de Joseph Guarino
- 1924 : Terreur (The Perils of Paris) d'Edward José
- 1924 : L'Esclave reine de Michael Curtiz
- 1925 : La Châtelaine du Liban de Marco de Gastyne
- 1925 : Madame Sans-Gêne de Léonce Perret
- 1926 : L'Image (Das Bildnis) de Jacques Feyder
- 1926 : Les Ailes (Wings) de William A. Wellman : Celeste
- 1926 : The Cat's Pajamas de William A. Wellman
- 1926 : Diplomatie (Diplomacy) de Marshall Neilan
- 1927 : La Blonde ou la Brune? (Blonde or Brunette) de Richard Rosson
- 1927 : A Gentleman of Paris de Harry d'Abbadie d'Arrast
- 1927 : La Chasse à l'homme - (Forlorn river) de John Waters
- 1927 : Hula de Victor Fleming
- 1927 : Colorado - (Born to the west)  de John Waters
- 1927 : The Spotlight  de Frank Tuttle
- 1927 : Moon of Israël de Michael Curtiz
- 1928 : La Femme d'hier et de demain de Heinz Paul
- 1928 : La Dame au masque de Wilhelm Thiele
- 1929 : La Femme rêvée de Jean Durand
- 1929 : Figaro de Gaston Ravel et Tony Lekain
- 1930 : Boudoir diplomatique de Malcolm St. Clair
- 1932 : La Poule de René Guissart
- 1933 : Don Quichotte de Georg Wilhelm Pabst
- 1933 : Le Petit Roi de Julien Duvivier
- 1933 : Les Requins du pétrole de Henri Decoin et Rudolph Katscher
- 1934 : La Femme idéale d'André Berthomieu : Madeleine
- 1934 : Toboggan de Henri Decoin
- 1935 : La Marche nuptiale de Mario Bonnard
- 1938 : Entente cordiale de Marcel L'Herbier
- 1939 : La Piste du nord de Jacques Feyder
- 1942 : Le journal tombe à cinq heures de Georges Lacombe
- 1945 : Le Père Serge de Lucien Ganier-Raymond
- 1950 : Le Chevalier de Londres - (The elusive Pimpernel) de Michael Powell et Emeric Pressburger
- 1950 : Sans laisser d'adresse de Jean-Paul Le Chanois

## Théâtre
- 1960 : Tovaritch de et mise en scène Jacques Deval,  théâtre de Paris